# Iwa Kakeru! Climbing Girls
Iwa Kakeru! Climbing Girls es una serie de manga spokon escrita e ilustrada por Ryūdai Ishizaka. El primer manga fue publicado el 5 de diciembre de 2017 en la web Cycomi de Cygames, este finalizó el 19 de mayo de 2019. Esta serie fue compilada en 4 volúmenes tankōbon. Sin embargo, el 8 de junio de 2019 se publicó una secuela titulada Iwa-Kakeru!! Try a new climbing, la cual se encuentra actualmente en publicación en la web Cycomi.
En abril de 2020 se anunció que se llevaría a cabo una adaptación al anime, la cual fue emitida de octubre a diciembre del 2020.

## Argumento
La escalada deportiva es un deporte que hace uso del cuerpo y del cerebro para trepar muros. Konomi Kasahara es una experta en videojuegos de lógica, ya que ha pasado toda su vida enfocada a los videojuegos de puzzles. Al entrar al instituto Hanamiya quiere dejar atrás su etapa gamer y unirse a algún club de actividades extraescolares. Un día descubre el muro de escalada de su instituto, el cual le recuerda a los rompecabezas de colores de sus videojuegos. Este descubrimiento cambiará la vida de Konomi y se unirá al club de escalada deportiva de Hanamiya. Junto a sus compañeras del club de escalada de Hanamiya, Konomi aspirará a llegar a lo más alto.

## Personajes

### Instituto Hanamiya
Konomi Kasahara
Seiyū: Sumire Uesaka
Es una estudiante de preparatoria de primer año, la cual ha pasado toda su vida enfocada a los videojuegos de puzzles. Al entrar al instituto Hanamiya descubre la escalada deportiva y se une al club de escalada deportiva de Hanamiya. Konomi sorprenderá a sus compañeras y rivales con su capacidad para analizar y resolver muros gracias a su pasado gamer.
Jun Uehara
Seiyū: Yui Ishikawa
Es una estudiante de preparatoria de primer año, Jun ha practicado escalada deportiva desde que era pequeña. Su especialidad son los muros de velocidad, por ello recibe el apodo de "Hanamiya Speedster".
Sayo Yotsuba
Seiyū: Aina Suzuki
Es una estudiante de preparatoria de segundo año y la presidenta del club de escalada deportivo de Hanamiya. Su sueño es ganar el torneo nacional por equipos de escalada deportiva.
Nonoka Sugiura
Seiyū: Miyu Tomita
Es una estudiante de preparatoria de segundo año y la mejor amiga de Sayo Yotsuba. Sayo y Nonoka eran las únicas integrantes del club de escalada deportiva de Hanamiya hasta la llegada de Jun y Konomi.

### Instituto Kurikawa
Chinari Iwamine
Seiyū: Mikako Komatsu
Es una de las mejores escaladoras del mundo en la categoría de escalada deportiva de preparatoria. Es apodada como "La Araña Escaladora".
Chigusa Kumagai
Seiyū: Sachi Kokuryū
Es una escaladora perteneciente al club de Kurikawa, es conocida por su gran fuerza.

### Instituto Saint Kataruno
Masumi Fujita
Seiyū: Chihiro Ueda
Es la capitana del equipo de escalada deportiva de Saint Kataruno, es conocida por su agilidad, por ello recibe el apodo de "Pantera Negra".
Rina Samura
Seiyū: Daria Midou
Es una escaladora que destaca por su estilo de escalada agresivo, recibe el apodo de "Capitana de las Fuerzas Especiales Carmesí”.
Kurea Ōba
Seiyū: Machico
Es una escaladora que pertenece al club de Saint Kataruno, esta tiene un gran equilibrio gracias a su entrenamiento en el ballet. Tiene una gran rivalidad con Konomi.

### Instituto Kokureikan
Anne Kurusu
Seiyū: Yukari Tamura
Es la escaladora más famosa del mundo, siendo la idol de la escalada deportiva, cuenta con un montón de fans que la han apodado "Cool Kurusu".
Mimu Takahashi
Seiyū: Sachika Misawa
Es una escaladora que pertenece al club del instituto Kokureikan, destaca por ser la escaladora más rápida. Al igual que Konomi toma como referencia los videojuegos para escalar más rápido viendo el muro como un videojuego para seguir el ritmo. 

### Instituto Matsubase
Kaoru Niijima
Seiyū: Yuka Terasaki
Es una escaladora que pertenece al club del instituto Matsubase, es conocida como "La Zombie", ya que su estrategia de escalada consiste en escalar hasta caer y volver a intentarlo, como cae muchas veces acaba con un aspecto de zombi, de ahí su apodo. 
Akane Uchimura
Seiyū: Akane Fujita
Es una escaladora que pertenece al club del instituto Matsubase, es conocida como "La Asesina de Novatos", ya que esta se dedica a asustar a los nuevos fichajes de la escalada deportiva para que abandonen antes de que sea eclipsada por las nuevas candidatas.

### Otros personajes
Juuzou Gotou
Seiyū: Takehito Koyasu
Es un escalador con el que las chicas de Hanamiya entrenan en un entorno natural.
Kikuko Gotou
Seiyū: Sayaka Harada
Es la hija de Juuzou, una estudiante de secundaria que destaca en la escalada para su edad, pero no está interesada en el mundo competitivo. 
Asuka Fujimura
Seiyū: Ami Koshimizu
Es la trabajadora de una tienda especializada en material de escalada, experta en aconsejar el calzado para cada escaladora. 

## Contenido de la obra

### Manga
El 5 de diciembre de 2017, Ryūdai Ishizaka publicó el primer manga de Iwa Kakeru! Climbing Girls en la web Cycomi, de Cygames. Esta serie manga finalizó con 4 volúmenes el 18 de mayo de 2019. Una secuela titulada ¡Iwa-Kakeru! Try a new climbing se lanzó el 8 de junio de 2019.

#### Iwa-Kakeru! Climbing Girls
| Número | Fecha de publicación    | Páginas |
| ------ | ----------------------- | ------- |
| 1      | 30 de julio de 2018     | 206     |
| 2      | 30 de noviembre de 2018 | 224     |
| 3      | 30 de mayo de 2019      | 206     |
| 4      | 30 de julio de 2019     | 194     |

#### Iwa-Kakeru!! Try a new climbing
| Número | Fecha de publicación  | Páginas |
| ------ | --------------------- | ------- |
| 1      | 28 de febrero de 2020 | 194     |
| 2      | 30 de abril de 2020   | 194     |
| 3      | 28 de agosto de 2020  |         |
| 4      | 30 de octubre de 2020 |         |

### Anime
El 24 de abril de 2020, mediante la creación de una página web, se anunció la adaptación de la serie principal ¡Iwa Kakeru! climbing Girls y su secuela  ¡Iwa-Kakeru! Try a new climbing bajo el nombre de Iwa Kakeru!: Sport Climbing Girls.
Se anunció que Tetsurō Amino, conocido por producciones como Broken Blade, Macross 7 o Shiki se encargaría de la dirección bajo el estudio Blade, mientras que Tōko Machida que ha trabajado en animes como Lucky Star o GA: Geijutsuka Art Design Class estaría a cargo del guion. Yoshihiro Watanabe conocido por animes como Sora no Otoshimono o Shinmai Maō no Testament se encargaría del diseño de personajes, y Tsubasa Ito sería el encargado de la banda sonora.
El 12 de septiembre se publicó un video promocional donde se anunciaba que el opening titulado "Motto Takatu" sería interpretado por Aina Suzuki y que el ending sería interpretado por Sumire Uesaka, Yui Ishikawa, Aina Suzuki y Miyu Tomita, esta canción recibiría el nombre de "Let's climb".

#### Lista de episodios
| Episodios | Episodios                                                                   | Episodios               |
| Número    | Título                                                                      | Fecha de estreno        |
| --------- | --------------------------------------------------------------------------- | ----------------------- |
| 1         | «Rompecabezas de piedra» (岩のパズル, Iwa no Pazuru)                        | 4 de octubre de 2020    |
| 2         | «Cree en ti misma» (自分を信じて, Jibun o Shinjite)                         | 11 de octubre de 2020   |
| 3         | «La roca antimonos» (返しの岩, Mashira-gaeshi no Iwa)                       | 18 de octubre de 2020   |
| 4         | «Escaladora avasalladora» (強豪クライマー, Kyōgō Kuraimā)                   | 25 de octubre de 2020   |
| 5         | «Esfuerzo y talento» (努力と天賦, Doryoku to Tenpu)                         | 1 de noviembre de 2020  |
| 6         | «¿Increible?» (信じられない力, Shinjirarenai Chikara)                       | 8 de noviembre de 2020  |
| 7         | «Fracaso como escaladora» (クライマー失格, Kuraimā Shikkaku)                | 15 de noviembre de 2020 |
| 8         | «Lágrimas de decepción» (あふれる悔し涙, Afureru Kuyashi Namida)            | 22 de noviembre de 2020 |
| 9         | «La princesa de la escalada» (クライミングプリンセス, Kuraimingu Purinsesu) | 29 de noviembre de 2020 |
| 10        | «¡Reinicio!» (Reスタート！, Resutāto!)                                      | 6 de diciembre de 2020  |
| 11        | «El muro de los 15 segundos» (15秒の壁, 15-byō no Kabe)                     | 13 de diciembre de 2020 |
| 12        | «El camino a la cima de Japón» (全一への道, Zenichi e no Michi)             | 20 de diciembre de 2020 |